# ریکو دان
ریکو دان (به ژاپنی: 団 令子 Dan Reiko) ؛(۲۶ مارس ۱۹۳۵ – ۲۴ نوامبر ۲۰۰۳) هنرپیشه اهل ژاپن بود. از فیلم‌هایی که وی در آن نقش داشته است، می‌توان به سانجورو، ریش‌قرمز و چوشینگورا: هانا نو ماکی، یوکی نو ماکی اشاره کرد.